# Zale exhausta
Zale exhausta är en fjärilsart som beskrevs av Druce. Zale exhausta ingår i släktet Zale och familjen nattflyn. Inga underarter finns listade i Catalogue of Life.